# 大橋雅法
大橋 雅法（おおはし まさのり、1986年5月29日 - ）は、大阪府大阪市出身の元プロ野球選手（捕手）。

## 来歴・人物

### プロ入り前
北陽高等学校時代は高校通算43本塁打と長打力が特徴的なバッターで、3年の夏には大阪大会で4強まで進んだ。
2004年のドラフト5巡目で阪神タイガースに入団。

### プロ入り後
高齢化が進む阪神の捕手陣の次世代の捕手として二軍で狩野恵輔、岡﨑太一、小宮山慎二らとともに期待されていたが、矢野輝弘・野口寿浩ら1軍捕手の壁が厚かった事や狩野のブレイクも相まり、次第に内野手としての出場も多くなっていった。
2007年に、二軍でヒットを一本も打てず、10月5日付けで球団から戦力外通告を受けた。将来性は期待されてはいたが、結局一度も一軍に上がることはなかった。11月17日に第1回12球団合同トライアウトに参加したが、獲得する球団はなかった。

### 引退後
2009年1月から箕面市にある野球の家庭教師塾のスタッフに就任。

## 詳細情報

### 年度別打撃成績
- 一軍公式戦出場なし

### 背番号
- 57 （2005年 - 2007年）

### 登場曲
- 「Turn Me On」Kevin Lyttle（2005年）
- 「3月9日」レミオロメン（2006年 - 2007年）